# Sibton
Sibton – wieś w Anglii, w hrabstwie Suffolk, w dystrykcie East Suffolk. Leży 32 km na północny wschód od miasta Ipswich i 139 km na północny wschód od Londynu. W 2001 miejscowość liczyła 206 mieszkańców.